# Fédération Française des Échecs
Die Fédération Française des Échecs (FFE, dt. Französischer Schachbund) ist die Dachorganisation der circa 55.000 organisierten Schachspieler in Frankreich.
Die FFE wurde am 19. März 1921 in Paris gegründet und ist Gründungsmitglied der FIDE. Ihr Sitz ist in Asnières-sur-Seine bei Paris. Seit April 2021 ist Éloi Relange Präsident der FFE.